# Бібліотека Паскаля
«Бібліотека Паскаля» — драматичний фільм 2010 року, який був висунутий Угорщиною на 83-ю премію «Оскар» за найкращий фільм іноземною мовою.

## Сюжет
Молода жінка прийшла у Службу захисту дітей, щоб повернути свою доньку. Для цього вона розповідає працівнику історію свого життя.
Мона організовувала різноманітні свята, мала широке коло знайомих. На відпочинку вона втікає від своєї компанії та їде на узбережжя, де знайомиться з Віорелом. Молодий чоловік переховувався від переслідування поліції через вбивство на ґрунті гомофобії. Мона починає жити з ним разом. І коли вона завагітніла, її коханого знаходять та під час переслідування вбивають. Жінка починає ставити невеликі вистави для дітей. З'являється її батько, який начебто потребує лікування у Німеччині. Вона погоджується супроводжувати його за кордон. Власну дитину Мона залишає у тітки. Зранку вони сідають у потяг. Прибувши на необхідну станцію, на них чекало двоє бандитів, які вбивають тата. Мона потрапляє в елітний клуб «Бібліотека Паскаля», у якому повії грають ролі літературних персонажів. Тим часом Родіка збирає глядачів, щоб показувати сни Віоріки, а для швидкого засинання дівчинки дає їй хліб, змочений алкоголем.
Працівник соціальної служби піддає сумніву розповідь Мони. Вона розповідає іншу історію. Що з Віорелом жінка познайомилась на вулиці, а потім він кудись зник. Після народження доньки коштів зовсім бракувало, Мона погоджується поїхати в Лондон, де вона була повією. Віоріка жила в тітки. У певний момент Моні стало соромно, що вона кинула доньку. Розповідь задовільняє працівника соціальної служби. Віоріка повертається до мами.

## У ролях
| Актор              | Персонаж      | Роль               |
| ------------------ | ------------- | ------------------ |
| Оршойя Тьорьок-Ієш | Мона          | мати Віоріки       |
| Оана Пелля         | Родіка Папару | тітка Мони         |
| Резван Василеску   | Гігі          | батько Мони        |
| Анді Васлуяну      | Віорел        | коханий Мони       |
| Самегар Амрам      | Паскаль       | власник борделю    |
| Міхай Константин   | Гіку          | відвідувач ворожки |
| Люйза Хайду        | Віоріка       | донька Мони        |

## Створення фільму

### Виробництво
Зйомки фільму проходили в Німеччині, Угорщині, Румунії та Великій Британії.

### Знімальна група
- Кінорежисер — Саболч Хайду
- Сценарист — Саболч Хайду
- Кінооператор — Андраш Надь
- Кіномонтаж — Петер Поліцер
- Художник-постановник—Моніка Естан
- Художник по костюмах — Крістіна Берженьї[2].

## Сприйняття

### Критика
Фільм отримав позитивні відгуки. На сайті Rotten Tomatoes оцінка фільму становить 67 % на основі 85 відгуки від пересічних глядачів із середньою оцінкою 3,7/5. Фільму зарахований «попкорн», Internet Movie Database — 7,2/10 (1 511 голосів).

### Номінації та нагороди
| Нагороди та номінації фільму «Бібліотека Паскаля» | Нагороди та номінації фільму «Бібліотека Паскаля» | Нагороди та номінації фільму «Бібліотека Паскаля» | Нагороди та номінації фільму «Бібліотека Паскаля» | Нагороди та номінації фільму «Бібліотека Паскаля» | Нагороди та номінації фільму «Бібліотека Паскаля» |
| Рік                                               | Кінофестиваль/кінопремія                          | Категорія/нагорода                                | Номінант                                          | Результат                                         |                                                   |
| ------------------------------------------------- | ------------------------------------------------- | ------------------------------------------------- | ------------------------------------------------- | ------------------------------------------------- | ------------------------------------------------- |
| 2010                                              | Брюссельський кінофестиваль                       | Найкращий фільм                                   | Саболч Хайду                                      | Номінація                                         |                                                   |
| 2010                                              | Угорський тиждень кіно                            | Нагорода критиків                                 | Саболч Хайду                                      | Перемога                                          |                                                   |
| 2010                                              | Угорський тиждень кіно                            | Гран-прі                                          | Саболч Хайду                                      | Перемога                                          |                                                   |
| 2010                                              | Сараєвський кінофестиваль                         | Нагорода Національної конфедирації кіномистецтва  | Саболч Хайду                                      | Перемога                                          |                                                   |
| 2011                                              | Клівлендський міжнародний кінофестиваль           | Найкращий фільм                                   | Саболч Хайду                                      | Номінація                                         |                                                   |
| 2011                                              | Кінофестиваль «7+1»                               | Найкраща робота оператора                         | Андраш Надь                                       | Перемога                                          |                                                   |
| 2011                                              | Тібуронський міжнародний кінофестиваль            | Найкраща робота оператора                         | Андраш Надь                                       | Перемога                                          |                                                   |
| 2011                                              | Тібуронський міжнародний кінофестиваль            | Найкращий сценарій                                | Саболч Хайду                                      | Перемога                                          |                                                   |